# Die Mädchen-Gang
Die Mädchen-Gang ist eine deutsche Doku-Soap, die 2010 und 2011 von RTL II ausgestrahlt wurde. Moderiert wird die Sendung von dem Anti-Gewalt-Coach Ralf Seeger und der Psychologin Susann Szyszka.

## Konzept
Die Sendung zeigt Mädchen bzw. junge Frauen, die z. B. aufgrund von Gewaltdelikten, Drogenmissbrauch, Freiheitsberaubung, Sachbeschädigung und/oder sexuellem Missbrauch kriminell geworden sind. Dies führt zu Konflikten mit Freunden und Verwandten und Perspektivlosigkeit. Ziel der Sendung ist es diese Mädchen zu resozialisieren und neue Perspektiven zu schaffen. Dafür leben sie in einem abgeschiedenen Haus, welches sich isoliert von ihrer Umwelt und Kontakten befindet, und werden dabei von einem Coaching-Team geschult.

## Produktion und Ausstrahlung
Die erste Episode der Sendung wurde am 22. Februar 2010 im Abendprogramm auf RTL II veröffentlicht. Die 2. Staffel startete am 21. Februar 2011. Es wurden 15 Episoden verteilt auf 2 Staffeln produziert.
| Staffel 1 |                      |
| Folge     | Erstveröffentlichung |
| 01        | 22. Februar 2010     |
| 02        | 01. März 2010        |
| 03        | 08. März 2010        |
| 04        | 15. März 2010        |
| 05        | 22. März 2010        |
| 06        | 29. März 2010        |
| 07        | 05. April 2010       |
| 08        | 12. April 2010       |
| Staffel 2 |                      |
| 09        | 21. Februar 2011     |
| 10        | 28. Februar 2011     |
| 11        | 07. März 2011        |
| 12        | 14. März 2011        |
| 13        | 21. März 2011        |
| 14        | 28. März 2011        |
| 15        | 04. April 2011       |

## Rezeption
Spiegel Online stellt sich die Frage wie weit Fernsehen gehen darf, um Quote zu machen, und macht sich über die Idee lustig, eine gesellschaftliche Debatte über gewaltbereite Jugendliche durch eine derartige Sendung zu fördern. Das Setzen von RTL auf Problemfälle sei allerdings kein neues Konzept und es gebe Parallelen beispielsweise zu Teenager außer Kontrolle – Letzter Ausweg Wilder Westen. Zudem wird kritisiert, dass die Darsteller mit ihren Straftaten im Fernsehen prahlen und vom Kamera-Team hierzu ermutigt worden seien. Des Weiteren wird das didaktische Konzept kritisiert, welches für falsches Selbstbewusstsein sorgen kann. Laut Spiegel Online werden die Probleme von gewaltbereiten und perspektivlosen Jugendlichen durch solche Sendungen zwar nicht geschaffen, aber verstärkt.
Die Süddeutsche Zeitung glaubt daran, dass der deutsche Fernsehzuschauer gerne jungen Menschen beim Scheitern zusieht. Sie sieht die Straftaten und Ausdrucksweise der Darsteller als erschreckend an. Das Verhalten der Mädchen untereinander wird teilweise mit Germany’s Next Topmodel verglichen. Fernsehserien.de zieht außerdem noch einen Vergleich zu der Fernsehsendung Big Brother und Der Frauenknast heran.